# Velika Plana (miasto Prokuplje)
Velika Plana (cyr. Велика Плана) – wieś w Serbii, w okręgu toplickim, w mieście Prokuplje. W 2011 roku liczyła 506 mieszkańców.